# Austria en los Juegos Olímpicos de Atlanta 1996
Austria estuvo representada en los Juegos Olímpicos de Atlanta 1996 por un total de 72 deportistas que compitieron en 15 deportes.  
El portador de la bandera en la ceremonia de apertura fue el regatista Hubert Raudaschl.

## Medallistas
El equipo olímpico austríaco obtuvo las siguientes medallas:
| Nombre         | Deporte   | Competición                     |
| -------------- | --------- | ------------------------------- |
| Oro            |           |                                 |
| —              |           |                                 |
| Plata          |           |                                 |
| Wolfram Waibel | Tiro      | Rifle de aire 10 m M            |
| Bronce         |           |                                 |
| Theresia Kiesl | Atletismo | 1500 m F                        |
| Wolfram Waibel | Tiro      | Rifle en tres posiciones 50 m M |